# بروتينات بولية رئيسية

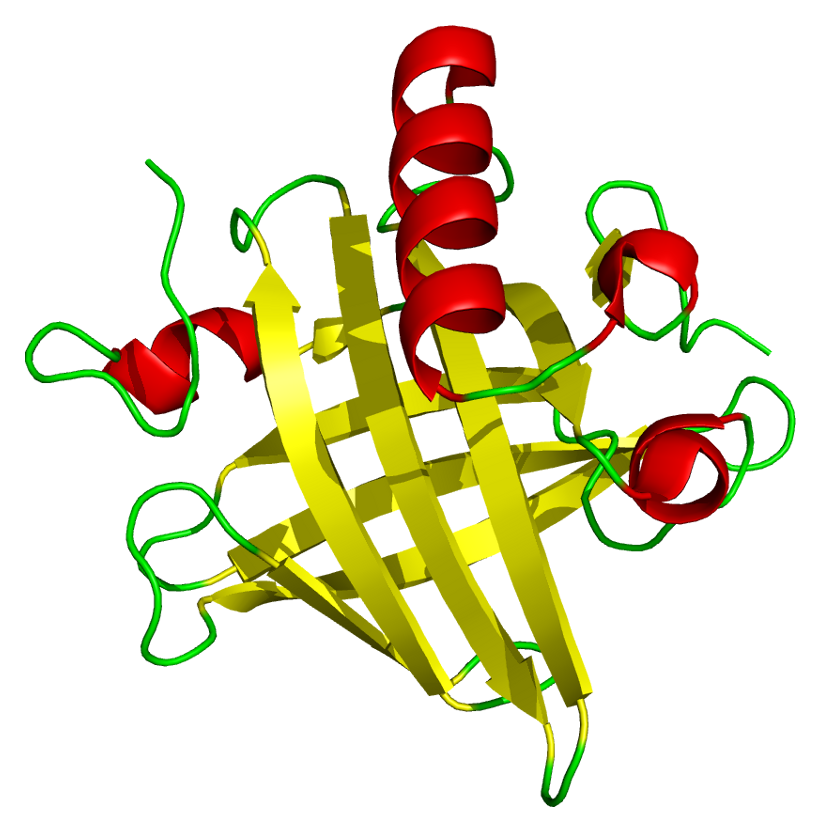
بنية جزيئية حيوية of a mouse major urinary protein. The protein has eight صحيفة بيتاs (yellow) arranged in a beta barrel open at one end, with لولب ألفا (red) at both the نهاية أمينية and نهاية كربوكسيلية termini. The structure is resolved from بنك بيانات البروتينات entry.
Find all instances of this protein in the PDB

البروتينات البولية الرئيسية MUPS ، والتي تعرف أيضًا باسم α2u-globulins، هي فصيلة بروتينات موجودة بكثرة في بول وإفرازات العديد من الحيوانات. توفر البروتينات البولية الرئيسية مجموعة صغيرة من معلومات التعريف حول الحيوان المانح، وذلك عند الكشف عن العضو الميكعي الأنفي للحيوان المتلقي. تنتمي البروتينات البولية الرئيسية إلى عائلة كبيرة من البروتينات المعروفة باسم الليبوكالينات. يُرمز إلى البروتينات البولية الرئيسية بواسطة مجموعة من الجينات، والتي تقع مجاورة لبعضها البعض في شريط واحد من الحمض النووي، والتي تختلف اختلافاً كبيرًا في عددها بين الأنواع: من 21 جين وظيفي على الأقل في الفئران إلى لا شيء في البشر. تشكل البروتينات البولية الرئيسية شكل قفاز مميز، تشمل بعض الروابط والمواد الكيميائية العضوية الصغيرة.
تم الإبلاغ لأول مرة عن البروتينات البولية في القوارض في عام 1932، خلال دراسات أجراها توماس أديس في سبب البيلة البروتينية. تعتبر البروتينات البولية الرئيسية من المواد المسببة للحساسية بقوة لدى البشر، كما أنها مسؤولة إلى حد كبير عن عدد من حالات الحساسية لدى الحيوانات، بما في ذلك القطط والخيول والقوارض. تظل وظيفة هذه البروتينات في الحيوانات غير معروفة، لكن ربما تشمل تنظيم استهلاك الطاقة. ومع ذلك، فبكونها بروتينات تفرزها الحيوانات قد تلعب أداء أدوار متعددة في الاتصال الكيميائي بين الحيوانات، كفيرومونات النقل والتثبيت في القوارض والخنازير. كما يمكن أن تلعب البروتينات البولية الرئيسية دور الفيرومونات مستقلةً بذاتها. أُثبت أن هذه البروتينات قد تحفز من النشاط العدواني لذكور الفئران، كام وُجد أن أحد هذه البروتينات الموجودة في بول ذكور الفئران تعمل كعامل جذب جنسي لإناثها. يمكن أن تلعب البروتينات البولية الرئيسية أيضا دورًا كإشارات بين الأنواع المختلفة: إذ تُظهر الفئران استجابة الخوف كعرض استجابي غريزي عند اكتشاف البروتينات البولية الرئيسية الخاصة بالحيوانات المفترسة مثل القطط والفئران.

## الاكتشاف
يُخرج البشر الأصحاء بول خالٍ إلى حدٍ كبير من البروتينات. لذلك اهتم العلماء والأطباء بدراسة البيلة البروتينية منذ عام 1827، والتي تُعرّف بإفراز كميات زائدة من البروتينات في البول، وبالتالي تُعتبر بمثابة مؤشر لاعتلال الكلية. ولفهمٍ أفضل لهذه الظاهرة، حاول العلماء دراسة هذه الظاهرة على حيوانات التجارب. أشار العديد من العلماء في الفترة ما بين 1932 و 1933، بما في ذلك توماس أديس، إلى النتائج المبهرة الخاصة بوجود البروتينات في بول بعض القوارض. ومع ذلك، لم نحصل على أول وصف دقيق لبروتينات البول الرئيسية حتى ستينات القرن الماضي. وقد وجد أن البروتينات تصنع في المقام الأول عن طريق كبد الذكور وتُفرز عن طريق الكلى في البول بكميات كبيرة (بضعة ملليغرامات في اليوم الواحد).
وحيث أن تلك البروتينات كانت قد سُميت بالفعل، تم العثور على إفراز هذه البروتينات من قبل الغدد المختلفة التي تخرج إفرازاتها مباشرةً إلى البيئة الخارجية. وتشمل هذه الغدد كل من الغدد الدمعية والنكافية وغدة تحت الفك السفلي وغدة تحت اللسان والقلفة والغدد الثديية. لا تُفرز بروتينات البول الرئيسية في بول بعض الأنواع مثل القطط والخنازير، بينما تُفرز بصورة أساسية في اللعاب. يُستخدم مصطلح بروتينات البول الرئيسية البولية uMups في بعض الأحيان للتمييز بين البروتينات المُفرزة في البول وتلك الأخرى المُفرزة من الغدد الأخرى.

## جينات البروتينات البولية الرئيسية
اكتشف بين عامي 1979 و 1981 أن بروتينات البول الرئيسية تُخلّق بواسطة عائلة جينية تتألف من 15 و 35 من الجينات والجينات الكاذبة في الفئران ونحو 20 جينًا في الجرزان. كما تم تحديد عدد أكثر دقة من الجينات في مجموعة من الأنواع في عام 2008 من خلال تحليل تسلسل الحمض النووي للجينوم بأكمله.

### القوارض

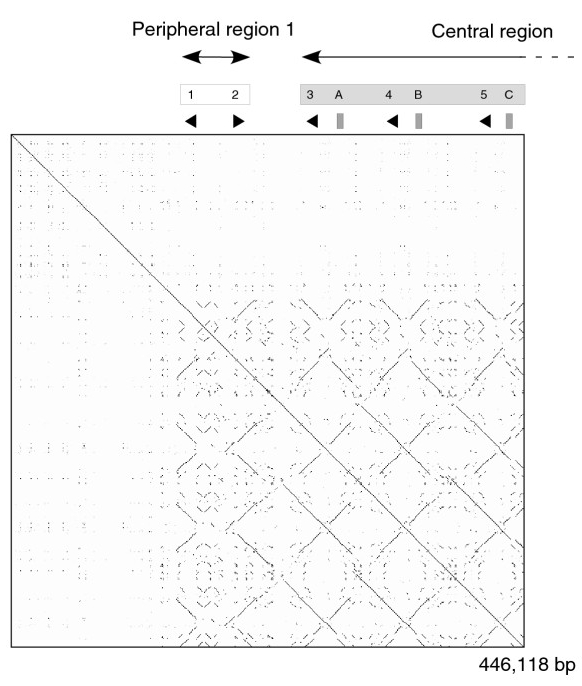
A مخطط نقطي (المعلوماتية الحيوية) showing تشابه ذاتي within the mouse Mup cluster. The main diagonal represents the sequence's alignment with itself; lines off the main diagonal represent similar or repetitive patterns within the cluster. The pattern differs between the older, peripheral Class A and the newer, central Class B Mups.

يحتوي بول الجرزان على بروتينات بولية متماثلة؛ وعلى الرغم من أنها سُميت باسم مختلف، جلوبيولين- α2u إلا أنها عُرفت منذ ذلك الحين باسم بروتينات البول الرئيسية للجرزان. تمتلك الجرزان 9 جينات و 13 جين كاذب لبروتينات البول الرئيسية تتجمع معًا عبر 1.1 قواعد عملاقة Megabases من الحمض النووي على كروموسوم 5. ومثلما حدث في الفئران، فقد تشكلت تلك الجينات بالإزدواج المتعدد. غير أن هذا حدث بشكل مستقل من الازدواجية في الفئران، وهذا يعني أن كلا من فصائل القوارض وسّعت عائلات جينات بروتينات البول الرئيسية خاصتها بشكل منفصل ، ولكن بالتوازي.

### غير القوارض
كان لدى الثدييات الأخرى التي تمت دراستها، بما في ذلك الخنازير والبقر والقطط والكلاب والجلاجو وقرد المكاك والشمبانزي وإنسان الغاب جين واحد يرمز لبروتينات البول الرئيسية.إلا أن البعض كان لديهم أعداد أكبر: فالخيول كان لديها ثلاث جينات والليمور الفأري الرمادي كان لديه على الأقل جينان. كما وُجد أن الحشرات والأسماك والزواحف والطيور والشقبانيات لديها تصاحب جيني مُعطل في مواضع كروموسومات جينات بروتينات البول الرئيسية، مما يرجح أن هذه العائلة من الجينات قد تكون خاصة بمشيمة الثدييات. لا يقتصر عدم امتلاك الإنسان على جينات بروتينات البول الرئيسية من بين الثدييات المشيمية؛ بل بالعكس فإنه يمتلك جين كاذب وحيد يحتوي على الطفرات التي تسببت في خلل في ربط الحمض النووي مما يجعل تلك البروتينات مختلة الوظيفة.

## الوظيفة

### بروتينات النقل

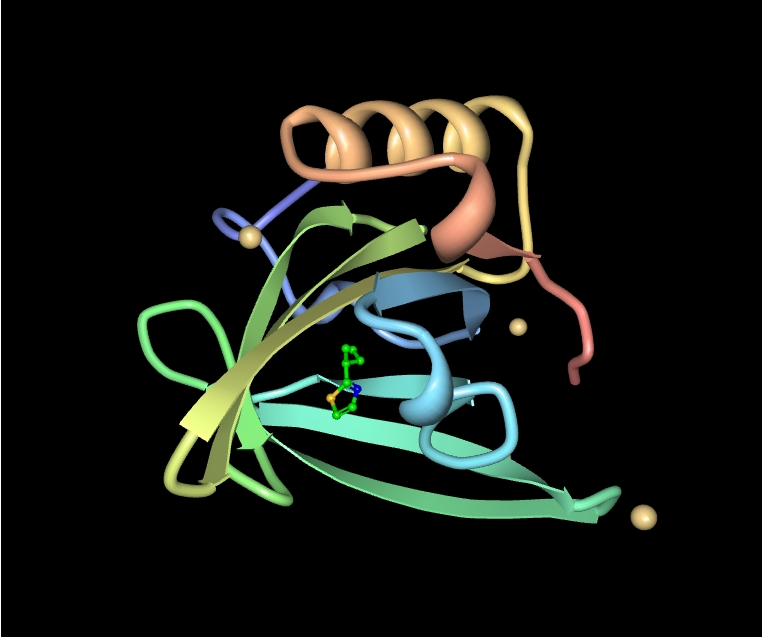
Mouse major urinary proteins bind 2-sec-butyl-4,5-dihydrothiazole (SBT), a mouse pheromone. The beta barrel forms a pocket, in which the SBT molecule is tightly bound. The structure is resolved from.

تُعتبر البروتينات البولية الرئيسية أحد أعضاء عائلة كبيرة من البروتينات منخفضة الوزن الجزيئي (~19 كيلو دالتون) تعرف باسم ا لليبوكالينات. تمتلك هذه العائلة تركيب مميز من 8 أوراق بيتا مرتبة في طريقة عكس التوازي مع وجه واحد، مع لوالب ألفا عند كلا الطرفين. وبالتالي، فإنها تشكل شكل القفازات المميز، بما في ذلك جيب كوبي الشكل يربط بين الكيماويات العضوية الصغيرة بتقارب عالي. يرتبط عدد من هذه الروابط بالبروتينات البولية الرئيسية الخاصة بالفئران، بما في ذلك 2-sec-butyl-4,5-dihydrothiazole (يختصر ك SBT or DHT), 6-hydroxy-6-methyl-3-heptanone (HMH) and 2,3 dihydro-exo-brevicomin (DHB). أثبتت كل هذه الكيماويات المتواجدة بالبول أنها تلعب دور الفيرومونات— وهي إشارات جزيئية تفرز من قبل فرد واحد يؤدي إلى استجابة فطرية سلوكية في عضو آخر من نفس النوع. أظهرت البروتينات البولية الرئيسية للفئران أنها تلعب أيضًا دور وظيفة مثبت الفيرومون، والتي توفر آلية بطء الانتشار مما يُقوي من فاعلية الفيرومونات الموجودة في رائحة بول الذكور. ونظرًا لتنوع البروتينات البولية الرئيسية في القوارض، كان يعتقد أصلاً أن مختلف البروتينات البولية الرئيسية تحتوي على جيوب ارتباط مختلفة التركيب وبالتالي ترتبط بمختلف الفيرومونات. بيد أن الدراسات التفصيلية وجدت أن معظم المواقع المتغيرة الموجودة على سطح البروتينات كان لها تأثير لا ُيذكر الارتباط بالروابط.
ترتبط البروتينات البولية الرئيسية للفئران بروابط كيميائية صغيرة. يعتبر كلورو ديكان-1 هو الرابط الأكثر شيوعًا، بينما كان 2-ميثيل-N-فينيل-2-أكريلاميد وهكسا ديكان و2،6,11- ترايمثيل ديكان أقل شيوعًا. ترتبط بروتينات الفئران الرئيسية أيضًا ب الليمونين-1 و 2-إيبوكسيد مما يؤدي إلى مرض الكلية فيما يسم باعتلال الكلية الزجاجي والذي سرعان ما يتطور إلى السرطان. ولاتُصاب الأنواع الأخرى بهذا المرض لعدم احتواء بولها على هذا النوع من الروابط الكيميائية بالتحديد. وتبعًا لذلك، أصيبت الفئران المحورة جينيا بذلك المرض عند تعديل جيناتها للتعبير عن هذا النوع من البروتينات. توجد البروتينات البولية الرئيسية ف الخنازير، والتي تسمى الليبوكالينات اللعابية لإفرازها من الغدد اللعابية، وترتبط بالأندروستينون والأندروستينول والذي يلعب كلًا منهما دور الفيرومونات لاجتذاب اللإناث للتزاوج.
كشفت دراسات المعايرة الحرارية للسعرات أن البروتينات البولية الرئيسية والروابط المرتبطة بها (البايرازين[35] والكحول  وا لثايازولين[39] و6-هيدروكسي-6-ميثيل-3-هيبتانون وN-فينيلنفثيل أمين ) ظاهرة ارتباط غريبة. كان الموقع النشط لتلك البروتينات نادرًا ما يحتوي على الماء، مما يؤدي إلى ارتباط الروابط بواسطة قوى التشتت الحراري. وهذا يتعارض مع معظم البروتينات الأخرى، والتي عادةً ما تستهلك القوى الحرارية الناتجة عن تحريك جزيئات الماء. سُميت تلك الظاهرة الغريبة ب «التأثير الكاره للماء الغير اعتيادي.»

### الفيرومونات

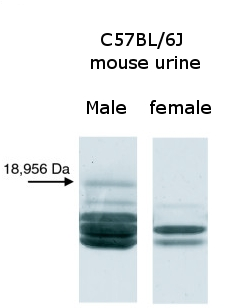
The Mups in C57BL/6J mouse urine analyzed by native gel electrophoresis

سعت الدراسات للكشف عن الوظيفة الدقيقة لبروتينات البول الرئيسية في الاتصال الفيروموني. وُجد أن البروتينات البولية الرئيسية تُشجع البلوغ وتسرع من دورة الشبق عند إناث الفئران، بما في ذلك تأثير فاندينبيرغ ويتون. بيد أنه وُجد أن البروتينات البولية الرئيسية التي تجذب الإناث تحتاج إلى الذوبان في بول الذكور، مما يشير إلى أن تلك البروتينات تحتاج إلى البول لكي تؤدي وظيفتها. وُجد في عام 2007 أن البروتينات البولية الرئيسية الموجودة عادةً في بول ذكور الفئران تُخلق في البكتيريا المحورة وراثيا، ، وبالتالي فإنها تخلو عادةً من المواد الكيميائية التي ترتبط بها عادةً. كما وُجد أن هذه البروتينات كانت كافية لتعزيز سلوك العدوانية في الذكور، حتى في غياب البول. بالإضافة إلى ذلك، تم العثور على أن البروتينات البولية المُخلّقة في البكتيريا يمكن أن تُنشط الخلايا العصبية الحسية الشمية في الجهاز الميكعي الأنفي VNO، وهو نظام فرعي من الأنف لديه قدرة الكشف عن الفيرومونات عبر مستقبلات حسية محددة، لدى الفئران والجرذان. ويدلل هذا على أن البروتينات البولية الرئيسية يمكن أن تلعب دور الفيرومونات بنفسها مستقلة عن الروابط الخاصة بها.
اتساقًا مع دور تلك البروتينات في السلوك العدواني بين ذكور الفئران، تفرز ذكور الفئران البالغين بروتينات بولية رئيسية أكثر بشكل ملحوظ في بولهم عن الإناث أو الأحداث أو ذكور الفئران المخصيين. الآلية الدقيقة التي تقود لهذ الفرق بين الجنسن أمر معقد، لكن على الأقل توجد ثلاثة هرمونات – التستوستيرون وهرمون النمو وهرمون الغدة الدرقية – معروفة بتأثيرها إيجابيًا على إنتاج البروتينات البولية الرئيسية في الفئران. يحتوي بول فئران المنازل على تركيبات متغيرة من أربع إلى سبع بروتينات رئيسية مُميزة للفأر الواحد. وُجد أن سلالات الفئران المخبرية الفطرية مثل BALB/c و C57BL/6 تُفرز بروتينات مختلفة في بولها. ومع ذلك، على عكس فئران المنازل، يفرز الأفراد المختلفين من نفس السلالة نفس النمط البروتيني، والذي يُعد قطعة أثرية من أجيال عديدة من التوالد الداخلي. يختلف هذا النوع من البروتينات البولية الرئيسية عن الأنواع الأخرى: فمن الممكن أن تُنتجه نسبة كبيرة من ذكور الفئران ولا تنتجه إناثها بأي حال من الأحوال. عند تخليق هذا النوع من البروتين في البكثيريا واستخدامه في اختبارات السلوك، وُجد أنه يجذب الإناث.تم اختبار الأنواع الأخرى من تلك البروتينات ولم تتحلى بنفس مواصفات الجذب مما يُرجح من تفرد البروتينات البولية الرئيسية للذكور في كونها فيرومونات جنسية.سمّى العلماء هذا النوع من الفيرومونات دارسين Darcin في دلالة مرحة إلى فيتزويليام دارسي البطل الرومانسي لرواية كبرياء وتحامل. بأخذ كل هذا في الاعتبار، توفر تلك الأنماط المعقدة من البروتينات البولية الريسية طائفة من المعلومات خول الحيوانات المانحة، مثل الجنس والخصوبة والهيمنة الاجتماعية والعمر والتنوع الوراثي والقرابة. تمتلك الفئران البرية (على عكس الفئران المختبرية التي تتطابق وراثيًا ولذلك توفر أنماط مماثلة من البروتينات البولية الرئيسية) أنماط فريدة من البروتينات البولية الرئيسية التي تعمل بمثابة «رمز شريطي» يحدد بدقة صاحب تلك الرائحة.
توفر مجموعة جينات البروتينات البولية الرئيسية في فئران المنازل إشارة رائحة متعددة الأشكال للغاية ذات بصمة وراثية واضحة. أظهرت الفئران البرية المُرباة في مرفقات شبه طبيعبة تجنب التوالد الداخلي. أسفر هذا التجنب عن نقص كبير في التزاوج الناجح بين الفئران التي تتشارك نسخًا متنوعة من البروتينات البولية الرئيسية (مما أنتج تطابق تام).

### الكيرومونات
بالإضافة إلى لعب البروتينات البولية الرئيسية دور الإشارات الاجتماعية بين أفراد نفس النوع، تستطيع أيضًا أن تلعب دور الكيرومونات- وهي إشارات كيميائية تنقل المعلومات بين الأنواع. تخاف الفئران بشكل غريزي من رائحة الحيوانات التي تفترسها، بما في ذلك القطط والجرزان. يحدث هذا أيضًا في الفئران المخبرية التي تم عزلها عن الحيوانات المفترسة لمئات الأجيال. تم التعرف على إشارتين للبروتينات المتماثلة عند فصل وتنقية الإشارات الكيميائية المسؤلة عن استجابة الخوف من بول الجرزان ولعاب القطط: Fel d 4 (Felis domesticus allergen 4) المنتج من جينات البروتينات البولية الرئيسية الخاصة بالقطط، Rat n 1 (Rattus norvegicus allergen 1) المنتج من جينات البروتينات البولية الرئيسية الخاصة بالفئران تخاف الفئران أيضًا من هذه البروتينات حتى عندما تكون مصنوعة في البكتيريا، بينما لم تظهر الحيوانات المحورة جينيًا معدومة القدرة لاكتشاف تلك البروتينات أي خوفٍ من الفئران، مما يدل على أهميتها في ابتداء سلوك الخوف. تظل كيفية ابداء السلوكات المتباينة نتيجة التعرف على هذه البروتينات غير واضحة، لكن أظهرت البروتينات البولية الرئيسية للفئران والحيوانات المفترسة قدرتها على تنشيط أنماط مختلفة من الأعصاب الحسية للفئران المستقبلة، من خلال دوائر عصبية مختلفة. وتظل مستقبلات الفيرومونات المسؤولة عن اكتشاف البروتينات البولية الرئيسية غير معروفة، لذا يُظن أن تكون تلك أحد عناصر عائلة V2R.

### المواد المسببة للحساسية

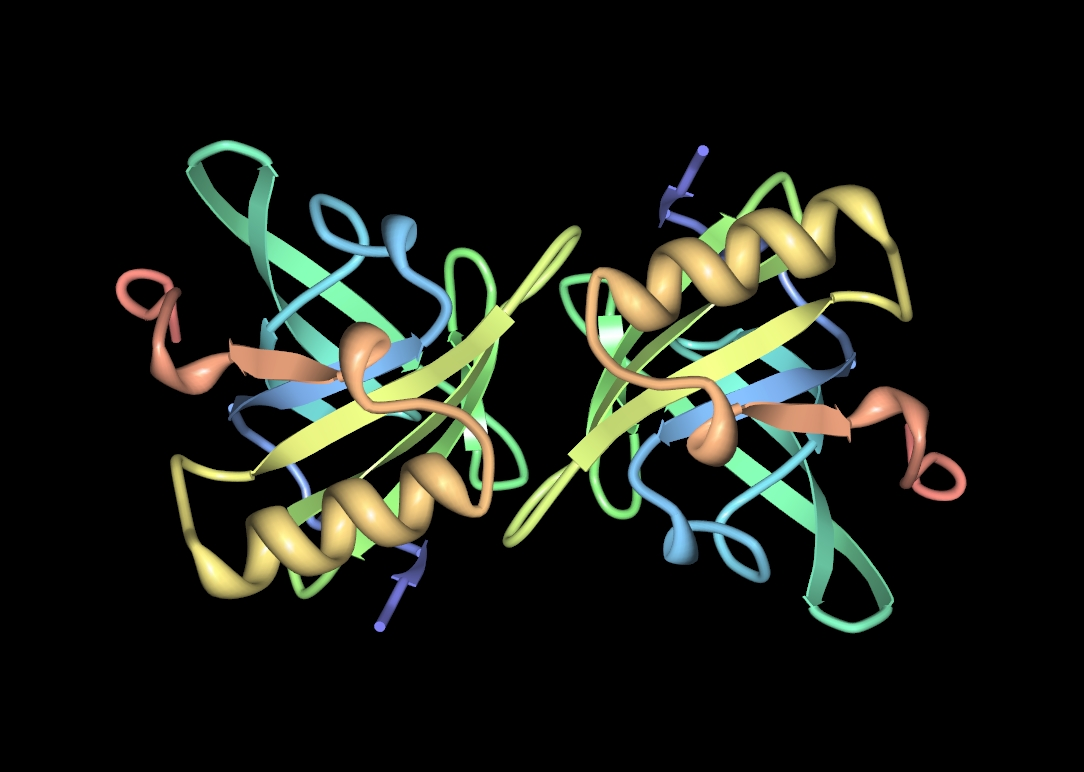
The three-dimensional structure of Equ c 1, shown in the بنية بلورية مثنوي بروتين form. The structure is resolved from.

تُعتبر البروتينات البولية الرئيسية باعتبارها أحد عناصر عائلة الليبوكالينات من المواد المسببة للحساسية بقوة لدى البشر. يظل السبب لهذا غير معروف، إلا أنه يمكن أخذ التابه الجزيئي بين هذه البروتينات والليبوكالينات في الاعتبار. تعد البروتينات الناتجة عن جينات Mup17 والمعروفة ك Mus m 1, Ag1 or MA1 مسؤولة بشكل كبير عن التسبب في حساسية البشر لبول الفئران . تظل تلك البروتينات في حالة مستقرة في البيئة الخارجية، فقد وجدت إحدى الدراسات أن 95% من المنازل الداخية و 82% من جميع المنازل بالولايات المتحدة تحتوي على مستويات قابلة للكشف عنها في كل حجرة على الأقل. كما وجدت إحدى الدراسات بالولايات المتحدة تلك الحساسية في 33% من المنازل الداخلية و21% من جميع المنازل. يعتبر التعرض لبروتينات البول الريسية للفئران أحد عوامل الخطر للإصابة بالربو في الصغر وأحد العوامل الرئيسية للإصابة باحساسية لحيوانات المختبر، وهو مرض مهني يُصاب به التقنيين والباحثين في مختبرات الحيوان. One study found that two-thirds of laboratory workers who had developed asthmatic reactions to animals had جسم مضاد to Rat n 1.

### الأيض
يظل الدور الوظيفي للبروتينات البولية الرئيسية أقل وضوحًا في بعض الحيوانات المُنتجة له، في حين تم دراسة هذا الدور جيدًا في الحيوانات التي تقو بإخراجه. ومع ذلك، تم الافتراض في عام 2009 أن البروتينات البولية الرئيسية Mups قد تكون مرتبطة مع تنظيم استهلاك الطاقة في الفئران. وجد العلماء أن الفئران المعدلة وراثيًا السمينة والمصابة بداء السكري تنتج الحمض النووي الريبوزي الخاص ببروتينات البول الرئيسية Mup RNA ثلاثين مرة أقل من أشقائها الهزلاء. عندما حُقنت تلك البروتينات مباشرةً في مجرى دم هذه الفئران، لوحظت زيادة في استهلاك الطاقة والنشاط البدني ودرجة حرارة الجسم وانخفاض مماثل في اختلال تحمل الجلوكوز ومقاومة الأنسولين. ويُقترح أن تحدث تلك الآثار المفيدة في أيض الطاقة من خلال تعزيز وظيفة الميتوكوندريا في العضلات الهيكلية. وجدت دراسة أخرى انخفاض نسبة البروتينات البولية الرئيسية الفئران السمينة بسبب النظام الغذائي. يُعتبر وجود هذه البروتينات في مجرى دم هذه الفئران في هذه الحالة عاملًا مثبطًا لإنتاج الجلوكوز من خلال تثبيط التعبير الجيني في الكبد.